# Acanthopidae
Acanthopidae (лат.) — семейство насекомых из отряда богомоловых (Mantodea). Встречаются в Центральной и Южной Америке.

## Классификация
В семейство включают 16 родов:
- Подсемейство Acanthopinae
  - Acanthops Audinet-Serville, 1831 — 19 видов
  - Astollia Kirby, 1904 — 1 вид (Суринам)
  - Decimiana Uvarov, 1940 — 7 видов
  - Lagrecacanthops  Roy, 2004 — 2 вида (Бразилия, Французская Гвиана)
  - Metilia Stål, 1877 — 3 вида (Боливия, Бразилия, Венесуэла, Коста-Рика, Никарагуа, Перу, Суринам, Французская Гвиана)
  - Micracanthops Roy, 2004 — 3 вида
  - Plesiacanthops Chopard, 1913 — 1 вид
  - Pseudacanthops Saussure, 1870 — 6 видов
- Подсемейство Stenophyllinae
  - Триба Acontistini
    - Подтриба Acontistina
      - Acontista Saussure, 1872 — 27 видов
      - Astollia Kirby, 1904 — 1 вид
      - Ovalimantis Roy, 2015 — 1 вид
      - Paratithrone Lombardo, 1996 — 1 вид (Бразилия, Французская Гвиана)
      - Raptrix Terra, 1995 — 4 вида
      - Tithrone Stal, 1877 — 3 вида

    - Подтриба Callibiina
      - Callibia Stal, 1877 — 1 вид (Боливия, Бразилия, Венесуэла, Колумбия, Французская Гвиана)

  - Триба Stenophyllini
    - Stenophylla Westwood, 1845 — 3 вида (Бразилия, Перу, Французская Гвиана, Эквадор)

Некоторое время трибы Acontistini и Stenophyllini были повышены в ранге до самостоятельных семейств Acontistidae и Stenophyllidae соответственно.